# Cesare Valperga di Masino
Cesare Valperga di Masino (Borgomasino, 7 settembre 1833 – Torino, 29 giugno 1904) è stato un politico italiano, sindaco di Torino dal 1869 al 1870 e deputato del Regno d'Italia dal 1870 al 1880.

## Biografia
Cesare Valperga di Masino apparteneva al casato dei conti Valperga, una delle famiglie più ricche e influenti di Torino. Sposò la nobildonna Cristina San Martino di San Germano nel 1855.

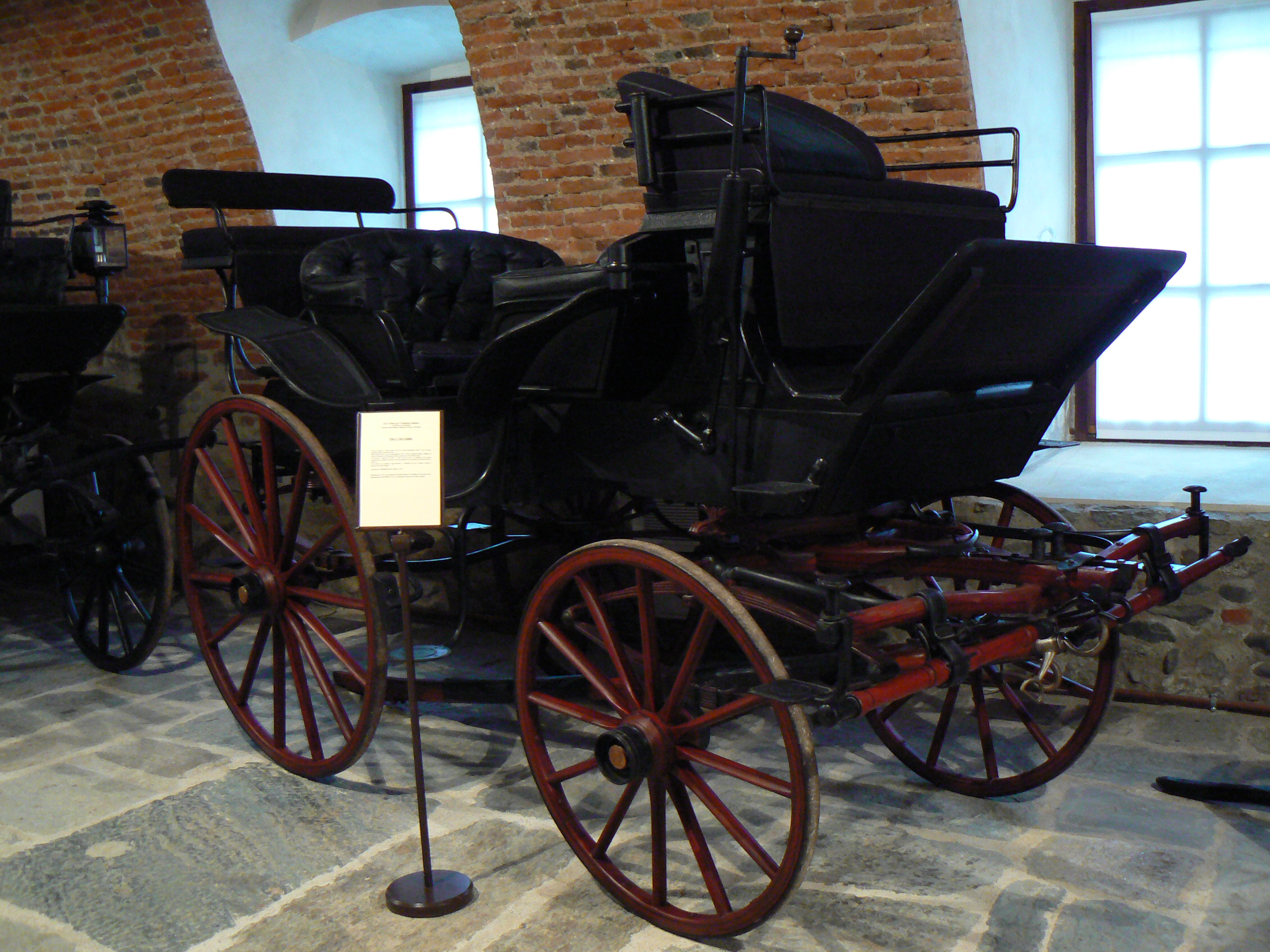
Carrozza «Vis-à-vis carré» con monogramma appartenuta a Cesare Malperga Masino. Collezione di carrozze della famiglia Valperga di Caluso e di Masino, conservata al Castello di Masino.

Fervente cattolico, partecipò ai salotti politici organizzati dai nobili Campello della Spina e dai coniugi Giovanni Bortolucci ed Emilia Gatti Grami. Si dimise da sindaco di Torino in seguito alla breccia di Porta Pia, mentre il prosindaco e successore Rignon festeggiò l'accaduto con la banda della Guardia nazionale e, quindici giorni dopo, un banchetto riservato alle autorità cittadine.
In seguito divenne deputato al Parlamento e si orientò verso un atteggiamento conciliante con lo Stato monarchico: nel 1878 lanciò l'idea di mobilitare gli elettori cattolici per formare un partito nazionale conservatore, con l'obiettivo di "correggere e migliorare le istituzioni liberali ma non di distruggerle", ma l'idea non si realizzò per l'opposizione dei cattolici più intransigenti..
La città di Torino gli ha intitolato un giardino.